# کلاته کربلایی برات
کلاته کربلایی برات یک روستا در ایران است که در دهستان خوسف واقع شده‌است.